# 리마 비슈워카르마
리마 비슈워카르마(네팔어: रिमा विश्वकर्मा, 1989년 8월 5일 ~ )는 네팔의 배우, 모델, 사회자, 저널리스트이다.